# Acrostiba borealis
Acrostiba borealis är en skalbaggsart som beskrevs av Thomson 1858. Acrostiba borealis ingår i släktet Acrostiba, och familjen kortvingar. Arten är reproducerande i Sverige.